# Amrasca bombaxia
Amrasca bombaxia är en insektsart som först beskrevs av Ghauri 1965.  Amrasca bombaxia ingår i släktet Amrasca och familjen dvärgstritar. Inga underarter finns listade i Catalogue of Life.